# (38295) 1999 RA87
1999 RA87 (asteroide 38295) é um asteroide da cintura principal. Possui uma excentricidade de 0.08500780 e uma inclinação de 2.23601º.
Este asteroide foi descoberto no dia 7 de setembro de 1999 por LINEAR em Socorro.